# La Petite Vendeuse de soleil
Série part 1 le franc
Pour plus de détails, voir Fiche technique et Distribution.
La Petite Vendeuse de soleil est un moyen-métrage du réalisateur sénégalais Djibril Diop Mambety, sa dernière œuvre avant sa mort le 23 juillet 1998. Il s'agit du deuxième volet d'une trilogie intitulée Histoires de petites gens, dont le premier film est Le Franc.
Le film suit Sili, une fillette de 13 ans, qui est handicapée et qui doit se déplacer à l'aide de béquilles. Elle mendie pour survivre et aider sa grand-mère aveugle. Voyant les garçons vendre des journaux dans la rue, elle décide de faire de même mais les garçons la bousculent. Peu à peu, elle se fait respecter, grâce à l'amitié partagée entre petites gens.

## Synopsis
Avant le générique, une femme est accusée de vol par un marchand devant une foule curieuse. Elle nie, se démène et en perd son corsage. Elle est finalement emmenée au commissariat par la police.
Au petit matin, Sili, jeune handicapée de 13 ans marchant avec des béquilles, traverse son bidonville Cité tomates et l'autoroute pour demander à son ami Babou (qui porte un t-shirt « Pour une scolarisation massive des filles ») qu'il l'emmène au centre-ville de Dakar avec sa carriole pour qu'elle puisse nourrir sa famille. Au marché, sa mère aveugle Dieynaba chante des litanies religieuses et un cul-de-jatte en chaise roulante qui vit de la musique qu'il fait écouter sur son appareil stéréo est harcelé par une bande de jeunes vendeurs de journaux. Ceux-ci la bousculent sur des sons discordants. Elle se relève sur fond de cornemuse et décide de vendre des journaux elle aussi : « ce que les garçons font, les filles aussi peuvent le faire ! » Elle se rend au dépôt du quotidien Soleil où l'employée lui confie 13 numéros à vendre et lui fait donne un reçu où elle dessine un soleil en guise de signature.
Elle se met à vendre ses journaux sur le terre-plein central d'une autoroute, où d'autres vendeurs essayent aussi de placer les leurs puis progresse dans la ville où le chef de la bande des vendeurs lui intime de partir. Babou la défend mais les vendeurs se concertent et lui font un signe de mort. Au sortir de la pâtisserie Laetitia, un homme reconnaît Sili, « la petite-fille de la dame du Prophète ». Il la félicite et lui prend tous ses journaux avec un billet de 10 000 Fcfa pour qu'elle achète des habits neufs et donne le reste à sa grand-mère. Elle demande à un boulanger des rues de lui faire la monnaie mais un policier la voit et l'amène s'expliquer au poste. Elle y voit la femme accusée de vol qui a perdu la tête. Elle s'adresse au commissaire en montrant son reçu pour les Soleil et revendique sa gestion personnelle de son argent ainsi que des excuses de l'agent qui l'a arrêtée sans lui demander de justificatif. Elle demande aussi que la femme enfermée soit libérée, ce qu'elle obtient sur le champ. Elle achète un parasol au boulanger de rue pour protéger sa grand-mère du soleil et distribue sa monnaie aux femmes et enfants. Elle parade ensuite en pleine rue dans ses habits neufs avec trois amies avec lesquelles elle improvise une danse sur la musique de Wasis Diop issue du poste du cul-de-jatte qui les suit dans sa chaise roulante. Elles s'arrêtent pour boire des sodas et se cotisent pour qu'il continue sa musique. Sili met une paire de lunettes de soleil jaunes et tous continuent de danser.
Le lendemain, elle retourne au Soleil, touche sa commission et en reprend 13, « chiffre qui porte bonheur ». Dans la rue, le cul-de-jatte est à nouveau harcelé par les vendeurs de journaux. Babou vend Sud, « le quotidien du peuple ». Sili décide de continuer à vendre Le Soleil, journal gouvernemental, « pour que le gouvernement se rapproche du peuple ». Ils aperçoivent la femme devenue folle. Sili la plaint et ils décident de se rapprocher de la mer. Au port, ils essayent de vendre leurs journaux aux passagers qui descendent de la navette de Gorée en criant la manchette du jour : « Deuxième dévaluation du Franc CFA », mais la bande de vendeurs est encore là qui bousculent à nouveau Sili tandis qu'une de ses béquilles tombe à l'eau. Babou plonge pour la lui ramener. Ils vont sécher ses habits dans un endroit calme. Elle lui raconte alors une aventure de Leuk le lièvre où le lièvre est déclaré l'animal le plus intelligent car le plus jeune, puis lui chante une chanson.
De retour dans les rues, ils continuent à vendre les journaux. Le Soleil titre « L'Afrique quitte la zone franc ». Les vendeurs lui piquent une béquille et s'enfuient. Babou les poursuit mais revient bredouille. Il porte Sili sur son dos dans un corridor où les jeunes leur font place, s'avançant vers la sortie illuminée par le soleil tandis que s'élève la voix du réalisateur : « Ainsi ce conte se jette à la mer » et celle de Sili : « Le premier qui le respire ira au paradis ».

## Fiche technique
Orthographe et contenus selon générique :
- 1998, Sénégal-France-Suisse, 35 mm, 43’, couleur
- Langue wolof sous-titré français
- Scénario et réalisation : Djibril Diop Mambety
- Image : Jacques Besse, assistant Makhete Diallo
- Son : Alioune M'Bow
- Montage : Sarah Taouss-Matton
- Mixage : Massimo Pellegrini
- Chef électricien et machiniste : Lamine Camara
- Assistant réalisateur : Demba Dieye
- Script : Fousseynou Diagola
- Régisseur : Alassane Samb
- Perchman : Lamine Fall
- Assistant de production : Gana Diagne
- Participation artistique : Abdoulaye Diop, Aminata Sophie Ndièye, Cheickh Ngaydo Bâ, le Boulanger Diop, Monsieur d'Oliveira, le policier Kébé, Ismaïla, Madieye M'Baye, Sadara M'Baye, Ben Diogaye Beye, Baba Diop
- Production : Maag Daan, Waka films AG, Céphéïde Productions
- Productrice exécutive et déléguée : Silvia Voser
- Producteur exécutif au Sénégal : Djibril Diop Mambety,
- Pellicule : Kodak Suisse
- Laboratoire restauration : Eclair France
- Laboratoire : Telcipro (Paris), Ciné Dia (Paris)
- Matériel : Megarent Suisse
- Montage : Les Films du Rond Point (Paris), Madeleine Films (Paris)
- Mixage : Pic Film (Suisse)
- Musique : Wasis Diop (Wasis sings Djibril). Le chant religieux est interprété par Diyenaba Laam

## Distribution
Orthographe et contenus selon générique :
- Lisa Balera : Sili Laam
- Taïrou M'Baye : Babou Seck
- Oumou Samb : la femme arrêtée
- Moussa Baldé : Moussa, le jeune homme dans le fauteuil roulant
- Diyenaba Laam : Grand-mère
- Martin N'gom : le chef de la bande des vendeurs de journaux
- Vendeurs de journaux : Boubacar Diagne, Osseyenou Fall, Moustapha Ndoye Ndiaye, Lamine Camara, Djibril Soumah, Mamadou Diallo, Mamadou Mané, Michel Diokh, André Diokh, Michel Faye

## Production
En juillet 1998, à la mort de Djibril Diop Mambety, il ne reste selon sa productrice Silvia Voser que « tout au plus cinq jours de montage à terminer » . Le cinéaste Pape Madièye Mbaye, réalisateur d'un documentaire sur Mambety, raconte le tournage du film : « Djibril se savait condamné ; ses jours étaient comptés ; mais il voulait absolument finir ce film parce qu'il avait promis à Lissa Balera (Sili) qu'elle ferait ce film ».
Djibril Diop Mambety déclare à propos du film : « Je grandis. J'ai grandi, comme la petite vendeuse de Soleil. Je me débarrasse de mes béquilles ».
Le monsieur bienveillant qui donne à Sili un billet de 10 000 Fcfa est interprété par le cinéaste et producteur Cheikh Ngaïdo Ba.
Le film a été présenté à La Quinzaine des réalisateurs en hommage à Dijibril Diop Mambety ainsi qu'en sélection au Festival de Rotterdam en 1999.
La Petite Vendeuse de soleil a été restauré par le CNC et la Cinémathèque Afrique de l'Institut français qui en assure également sa diffusion non commerciale. Il sort en salles en France le 6 octobre 1999 en commun avec Le Franc sous le titre Histoires de petites gens, ainsi que, diffusé par JHR Films, le 6 juillet 2022 en copies restaurées.

## Analyse
Comme dans Le Franc, la thématique principale de la trilogie Histoires de petites gens est une invitation à s'émanciper de la dépendance à l'argent. Sili doit en gagner pour acheter un parasol à sa grand-mère aveugle mais le partage aussi avec les pauvres et oublie les misères de la vie en dansant et en offrant des sodas à ses amies. Elle est également généreuse avec son ami Babou. Mambety invite à suivre l'exemple des enfants : « Cette histoire est un hymne aux enfants de la rue », indique-t-il en tête de générique final.
Sili raconte à l'adolescent Babou un conte issu de Leuk le lièvre où les animaux se disputent pour savoir lequel est le plus intelligent. Le lion affirme que c'est le plus jeune. Le lièvre trouve un stratagème pour apparaître comme celui qui vient de naître. Si le plus jeune est le plus intelligent, ce sont bien les enfants qu'il faut suivre.
Le film aborde de façon détournée les questions sociales comme la dévaluation du franc CFA ou l'analphabétisme des jeunes femmes. Bouba porte un t‐shirt avec l'inscription : « Pour une scolarisation massive des filles ». On comprend plus tard que Sili ne sait pas lire .
Une femme est accusée de vol, Sili le sera aussi mais sa détermination fait qu'elle sera innocentée et fera même libérer la femme accusée (filmée à travers des barreaux devant des panneaux d'interdiction de stationner) dans une scène où Sili est filmée en légère contre-plongée pour renforcer sa stature et sa dignité. Sili marque régulièrement son courage et sa persévérance en brandissant sa béquille en avant et disant « Allons-y ! ». Lorsqu'en fin de film, les enfants de la rue lui ont volé sa béquille, elle dit à Babou : « on continue ».
Pour signer le registre des exemplaires à vendre du Soleil, Sili dessine... un soleil. « Cette crête extrême entre le miévreux et le magnifique va nous accompagner tout le film : sans cesse, Mambéty risque ce qui, en d’autres mains, pourrait devenir compassé ou prétentieux ». Son écriture de rupture et de parodie évite l’emphase pour jouer l’hyperbole : il ose l’impossible, la chance qu’offre le destin quand on sait le saisir. « De ce foisonnement d’images, de ce débordement de sens, ne peut que sourdre une liberté qu’on ne peut embrigader ». Il y a là pour Jacques Mandelbaum « un art sauvage de la métaphore, un lyrisme tortueux, une façon de remettre les choses à leur vraie place, une poésie du peu qui cogne et qui émeut ».